# Rusalka (Oderské vrchy)
Rusalka je vrchol v jižní části Oderských vrchů, má nadmořskou výšku 632 m n. m. a nachází se na katastrálním území Kozlov u Velkého Újezdu v části Slavkov obce Kozlov v okrese Olomouc. Východně na úpatí kopce (poblíž potoka Jezernice)  se nacházejí břidlicové skalní věže Čertovy kazatelny v Malinovém žlebu v části hlubokého údolí Peklo. Poblíž vrcholu Rusalky pramení Černý potok (přítok Jezernice). Na vrchol Rusalky nevede žádná turistická značka, avšak v okolí vrcholu jsou lesní cesty. Na svazích Rusalky lze nalézt také suťové lesy. Ve svahu Rusalky v Malinovém žlebu je opuštěná "Štola u můstku" nazývaná také jako "Jurčíkova díra", která je nepřístupná a slouží také jako zimoviště netopýrů.
Rusalka byla v minulosti součástí Vojenského újezdu Libavá.

## Další informace

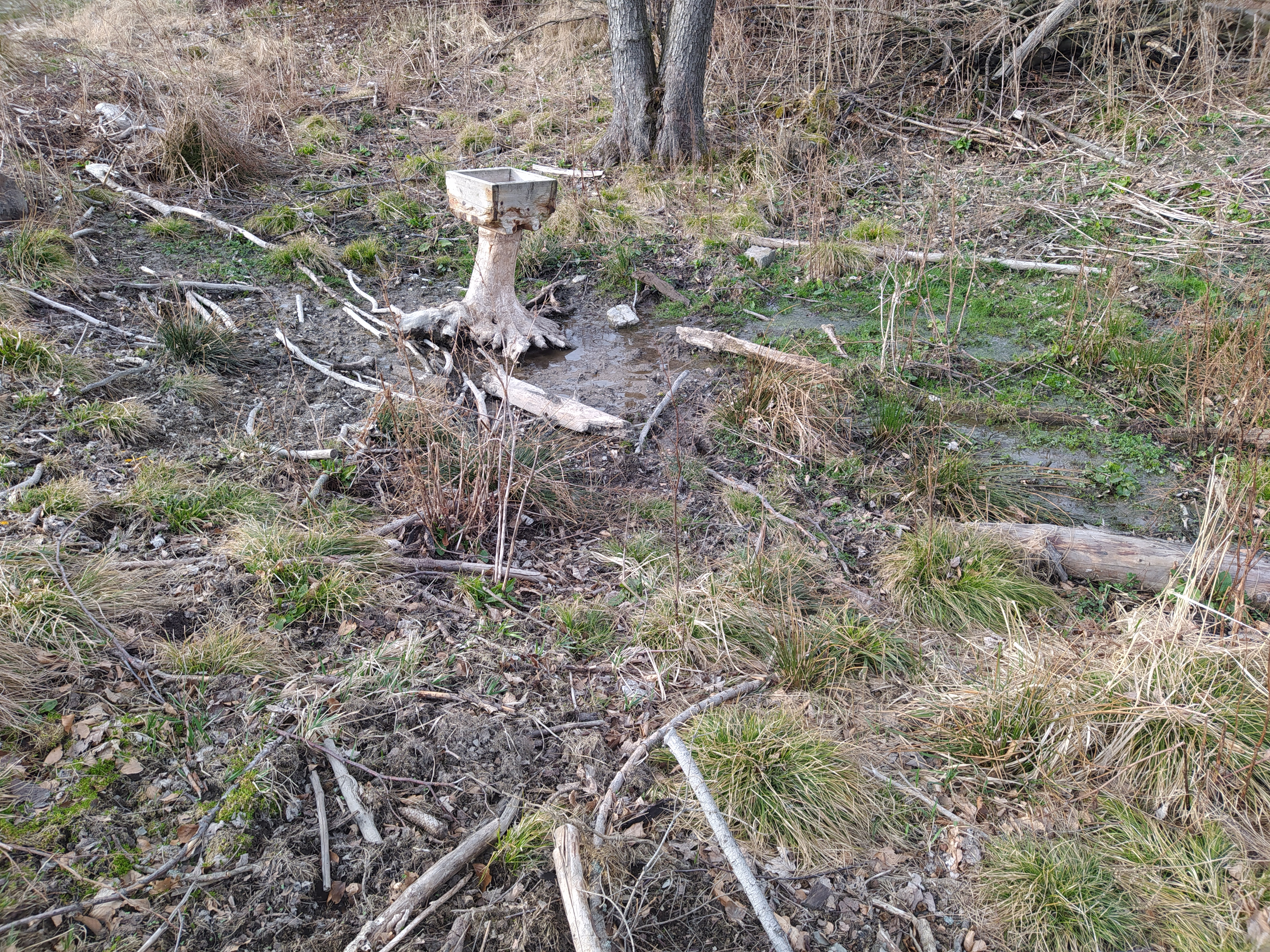
Pramen Černého potoka pod vrcholem Rusalka

Hlavní lesní cesty na Rusalce (správcem jsou Vojenské lesy a statky ČR) byly v r. 2017 renovované.